# Krishnapur, Ranibennur
Krishnapur là một làng thuộc tehsil Ranibennur, huyện Haveri, bang Karnataka, Ấn Độ.